# Проспект Ленина (Колпино)
Проспе́кт Ле́нина — проспект в городе Колпино Колпинского района Санкт-Петербурга. Проходит от бульвара Победы до реки Поповой Ижорки.
Проспект Ленина пересекает два водотока — Советский канал (по Вознесенскому мосту) и Попову Ижорку. После Поповой Ижорки переходит в Колпинское шоссе.

## История
Изначально проспект назывался Царскосе́льским  — по городу Царское Село (ныне Пушкин), так как он ведёт именно в ту сторону. В 1924 году, после смерти В. И. Ленина, проспект был переименован в его честь.
21 июня 2024 года запустили рабочее движение по расширенной до четырех полос проезжей части проспекта Ленина на участке от Фидерной улицы до Поповой Ижорки.

## Примечательные здания и сооружения
Нечётная сторона:
- д. 1: бывшие Адмиралтейские Ижорские заводы  781721203440006

1. Ижорский завод
2. ООО ПТК «Балтийский Металлургический Союз»
3. Отделение почтовой связи № 1 г. Колпино
4. Санкт-Петербургский институт машиностроения (филиал)

- д. 5 — ГОУСОШ Центр образования № 170
- д. 19/3 — Аптека № 111 ГУП «Петербургские Аптеки № 1»
- д. 27 — ГУ Школьный методический кабинет г. пос. Колпино («РМК»)
- д. 33 — ПАО «Банк „Санкт-Петербург“» — Колпинское отделение
- д. 31А — ГОУСОШ Школа № 523 г. пос. Колпино
- д. 49:

1. ЖЭС № 4 Колпинского района
2. Отдел вселения и регистрационного учета граждан ГУЖА Колпинского района, участок № 4 (ОВиРУГ)

- д. 77 — ГДОУ Детский сад № 34 Колпинского района

Чётная сторона:
- д. 4/19 — Церковь во имя Вознесения Господня (1897—1901, архитектор М. А. Андреев)  7830467000
- д. 16/11 литер А — бизнес-центр
- д. 22 — межрайонная инспекция № 20 Федеральной Налоговой Службы РФ по Санкт-Петербургу (ИФНС)
- д. 62А — ГДОУ Детский сад № 9 Колпинского района
- д. 70/18:

1. ООО «Жилкомсервис № 1» Колпинского района
2. Жилищное Агентство Колпинского района; ГУ (ГУЖА Колпинского района)
3. Северо-Западный банк Сбербанка России, Колпинское отделение № 2008/0609
4. Центр жилищных субсидий Колпинского района

## Транспорт
- Автобусы: № 192, 196, 325, 328, 330, 335А, 336, 337, 337А, 367, 374, 386.
- Маршрутные такси: № 681.
- Ж/д платформы, вокзалы: Колпино (990 м), Ижорский завод (1300 м).

## Пересекает следующие улицы
С востока на запад (по нумерации домов):
- бульвар Победы
- Советский бульвар
- улица Коммуны
- улица Карла Маркса
- Улица Веры Слуцкой
- улица Братьев Радченко
- улица Красных Партизан
- улица Губина
- Фидерная улица
- улица Танкистов